# Лис, Елена Георгиевна
Елена Георгиевна Лис (укр. Олена Георгіївна Лис; род. 15 июня 1971, Бродок, Брестская область) — украинский политик. Народный депутат Украины IX созыва.

## Биография
Родилась 15 июня 1971 года в селе Бродок Дрогичинского района Брестской области Белорусской ССР. Образование высшее. В 1990 году окончила Сокоросскую педагогическую школу и в том же году начала преподавать. В 1997 году окончила Черновицкий национальный университет имени Юрия Федьковича.
До избрания депутатом Верховной Рады Любовь Шпак работала учительницей начальных классов. Лис замужем, у неё есть сын и дочь.

## Политическая деятельность
Независимый кандидат в народные депутаты (избирательный округ № 201, Черновицкая область). С 29 августа 2019 года член фракции партии «Слуга народа».
Член Комитета Верховной Рады по вопросам образования.
Член партии «Слуга народа».